# Prosper Ménière
Prosper Ménière (Angers, 18 de junio de 1799 — París, 7 de febrero de 1862) fue un médico francés que en 1861 describió los síntomas de la enfermedad de Ménière, y los síntomas relacionados con el Vértigo. Con ello consiguió que los pacientes afectados por esta enfermedad dejaran de ser tratados como enfermos mentales. 
Fue en 1861 cuando describió un síndrome de vértigo repentino unido a pérdida progresiva de audición y acúfenos. Definió estas molestias como causadas por un problema en el oído interno, pues hasta entonces se consideraban una forma de epilepsia. También las distinguió del vértigo causada por un defecto en el sistema nervioso central.
En 1874, Jean-Martin Charcot denominó el síndrome que mostraba estos tres síntomas como Maladie de Menière.